# Ignacy Pilwiński
Ignacy Pilwiński (ur. 25 sierpnia 1896 w Wilnie, zm. 14 września 1939 w Kutnie) – podpułkownik piechoty Wojska Polskiego, kawaler Orderu Virtuti Militari.

## Życiorys
Urodził się w Wilnie, w rodzinie Józefa i Marii z Mierzyńskich . Do Wojska Polskiego został przyjęty z byłych Korpusów Wschodnich i byłej armii rosyjskiej. Służył w 25 Pułku Piechoty w Piotrkowie. 3 maja 1922 został zweryfikowany w stopniu kapitana ze starszeństwem z 1 czerwca 1919 i 1833. lokatą w korpusie oficerów piechoty, a 18 lutego 1928 mianowany majorem ze starszeństwem z 1 stycznia 1928 i 196. lokatą w korpusie oficerów piechoty. W kwietniu tego roku został wyznaczony w macierzystym oddziale na stanowisko oficera sztabowego pułku. W lipcu 1929 został przesunięty na stanowisko dowódcy III batalionu, a w marcu 1931 przeniesiony do 86 Pułku Piechoty w Mołodecznie na stanowisko dowódcy batalionu. W czerwcu 1933 został przesunięty na stanowisko kwatermistrza. Później został przeniesiony do 68 Pułku Piechoty we Wrześni na stanowisko dowódcy II batalionu, detaszowanego w Jarocinie. Na stopień podpułkownika został mianowany ze starszeństwem z 19 marca 1938 i 22. lokatą w korpusie oficerów piechoty.
W czasie kampanii wrześniowej 1939 walczył na czele II baonu 68 pp. Zmarł 14 września w Kutnie w następstwie odniesionych ran. Pochowany na cmentarzu parafialnym w Kutnie.

## Ordery i odznaczenia
- Krzyż Srebrny Orderu Wojskowego Virtuti Militari nr 4456[19]
- Krzyż Walecznych (dwukrotnie)[19]